# 3395 Jitka
A 3395 Jitka (ideiglenes jelöléssel 1985 UN) a Naprendszer kisbolygóövében található aszteroida. Antonín Mrkos fedezte fel 1985. október 20-án.